# Chatham (village, New York)
Pour les articles homonymes, voir Chatham.
Ne doit pas être confondu avec Chatham (ville, New York).
Chatham est un village situé dans le comté de Columbia, dans l'État de New York, aux États-Unis,. En 2010, il comptait une population de 1 770 habitants, estimée au 1er juillet 2016 à 1 622 habitants.

## Démographie
Lors du recensement de 2010, la ville comptait une population de 1 770 habitants. Elle est estimée, en 2016, à 1 622 habitants.